# 1928 год в спорте
Список 1928 год в спорте перечисляет спортивные события, произошедшие в 1928 году.

## СССР
- Чемпионат УССР по шахматам 1928;

### Всесоюзная спартакиада 1928
- Чемпионат СССР по классической борьбе 1928;

### Футбол
- ФК «Пищевики» в сезоне 1928;
- Созданы клубы:
  - «Вымпел» (Королёв);
  - «Кубань»;

## Международные события
- Чемпионат Европы по конькобежному спорту 1928;
- Чемпионат Европы по фигурному катанию 1928;
- Чемпионат мира по снукеру 1928;
- Чемпионат мира по фигурному катанию 1928;
- Шахматная олимпиада 1928;

### Зимние Олимпийские игры 1928
- Лыжные гонки;
- Прыжки с трамплина;
- Соревнования военных патрулей;
- Фигурное катание;
- Хоккей;
- Медальный зачёт на зимних Олимпийских играх 1928;

### Летние Олимпийские игры 1928
- Академическая гребля;
- Бокс;
- Борьба;
- Велоспорт;
- Водное поло;
- Конный спорт;
- Лакросс;
- Лёгкая атлетика;
- Парусный спорт;
- Плавание;
- Прыжки в воду;
- Современное пятиборье;
- Спортивная гимнастика;
- Тяжёлая атлетика;
- Фехтование;
- Футбол;
- Хоккей на траве;
- Итоги летних Олимпийских игр 1928 года;

### Баскетбол
Созданы клубы:
- «Висла»;
- «Македоникос»;
- ПАОК;

### Футбол
- Матчи сборной Польши по футболу 1928;
- Футбольная лига Англии 1927/1928;
- Футбольная лига Англии 1928/1929;
- Чемпионат Исландии по футболу 1928;
- Чемпионат Северной Ирландии по футболу 1927/1928;
- Чемпионат Северной Ирландии по футболу 1928/1929;
- Чемпионат Уругвая по футболу 1928;
- Чемпионат Югославии по футболу 1928;
- Созданы клубы:
  - «Аль-Мухаррак»;
  - «Атенас»;
  - «Баллимена Юнайтед»;
  - «Бизертен»;
  - «Брагантино»;
  - «Буджаспор»;
  - «Викингур» (Оулафсвик);
  - «Депортиво Мальдонадо»;
  - «Железничар» (Ниш);
  - ИБА;
  - «Ист Энд Лайонз»;
  - «Леганес»;
  - «Леобен»;
  - «Либертас»;
  - «Младост» (Апатин);
  - «Мотагуа»;
  - «Мэннинг Рейнджерс»;
  - «Напредок» (Кичево);
  - «Нови Пазар»;
  - «Пршибрам»;
  - «Рудар»;
  - «Слайго Роверс»;
  - «Сошо»;
  - «Сфаксьен»;
  - «Толедо»;
  - «Фалькенберг»;
  - «Фолиньо»;
  - «Фрозиноне»;
  - «Хапоэль» (Кфар-Сава);
  - «Химнастика Сеговиана»;
  - «Хоум Фарм»;
  - «Шмартно-об-Паки»;
  - «Эик-Тёнсберг»;
  - «Эксельсиор» (Рубе);

### Хоккей с шайбой
- НХЛ в сезоне 1927/1928;
- НХЛ в сезоне 1928/1929;
- Созданы клубы:
  - «Витковице Стил»;
  - «Злин»;
  - КТХ;
  - «Мотор»;

### Шахматы
- Чемпионат УССР по шахматам 1928;
- Шахматная олимпиада 1928;